# 馬約-薩瓦州

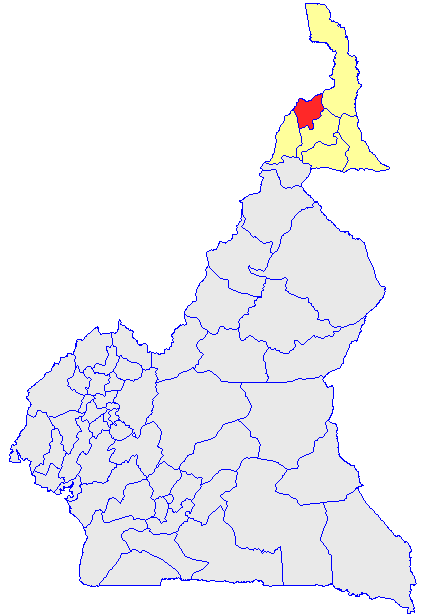

馬約-薩瓦州（法語：Mayo-Sava），是喀麥隆的58個州份之一，位於該國北部，由極北區負責管轄，東面是洛貢-沙里州，面積2,736平方公里，2005年人口348,890，人口密度每平方公里127.5人。